# كمال بير
كمال بير المعروف باسم لاز كمال (1952 - 7 سبتمبر 1982) هو ثوري ماركسي لينيني تركي الأصل وأحد مؤسسي حزب العمال الكردستاني.
ابن أخيه ضياء بير هو الان سياسي في حزب الشعوب الديمقراطي.